# Stenotarsus lombardeaui
Stenotarsus lombardeaui là một loài bọ cánh cứng trong họ Endomychidae. Loài này được Perroud miêu tả khoa học năm 1864.